# Vittorio Castellani
Vittorio Castellani, noto anche con lo pseudonimo di Chef Kumalé (Torino, 17 giugno 1962), è un giornalista e saggista italiano.

## Biografia
Inizia la sua attività nell'ambito del food, dell'intercultura e del viaggio nel 1991.
Dal 1995, per cinque anni, conduce la rubrica radiofonica The Couscous Clan, sulle frequenze di Radio Flash Orizzonte Popolare Network.
Nel 1999 fonda l'Associazione Culturale The Couscous Clan, con la quale sperimenta il format delle Officine Gastronomiche Multietniche: i corsi sulle cucine del mondo.
Dal 2000 inizia a collaborare con Carlo Petrini per lo sviluppo e l'organizzazione della sezione internazionale del Salone del Gusto di Torino. La collaborazione, che durerà fino alla quarta edizione, porrà le basi del progetto Terra Madre.
A partire dal 2003, collabora con l'europarlamentare Rinaldo Bontempi per lo sviluppo della rete euro-mediterranea del Conservatoire International des Cuisines Méditerranéennes di Marsiglia-Barcellona e degli eventi ad essa correlati.
Nel 2005 su commissione dell'azienda Lavazza, realizza il progetto-reportages “Coffee Roots: viaggio alle radici del caffè”, viaggiando in Etiopia, Yemen, Siria, Libano, Giordania, Egitto, Tunisia, Turchia, Senegal e Indonesia.
Nel 2010, per la Compagnia di San Paolo di Torino, cura, insieme ad altri, la progettazione della struttura Luoghi Comuni a Porta Palazzo.
Nel 2014 organizza per La Venaria Reale l'evento Ortinfestival (38.500 visitatori in un week end), anticipando i temi di Expo Milano 2015, ottenendo il Patrocinio dell'Expo 2015.
Nel 2018 entra a La prova del cuoco come chef, ma poi si ritira.
Ha una sua rubrica all'interno de il Venerdí di Repubblica, "Cucine del mondo", dove propone una ricetta etnica.
Il suo soprannome è la storpiatura, da parte di un suo figlio, di un intercalare piemontese.

## Affiliazioni
- Ordine Nazionale dei Giornalisti di Roma – Ordine professionale del Piemonte[6]
- GIST Gruppo Italiano della Stampa Turistica[7]

## Pubblicazioni
- BestEathnic Torino 2025: guida ai migliori ristoranti di world food, fusion & ethnic cuisine, La#Bookeria 004, 2023
- BestEathnic Torino 2023: guida ai migliori ristoranti di world food, fusion & ethnic cuisine, La#Bookeria 003, 2023
- Asian Greens: conoscere e cucinare gli ortaggi asiatici, La#Bookeria 002, 2021
- Ricettario Ukraino, La#Bookeria 001, 2023
- Nuvole di Drago e Granelli di Couscous: ricette facili di un gastronomade senza frontiere, Vallardi, 2011
- Il mondo a tavola: precetti, riti e tabù, Ed. Einaudi, 2007
  - O Mundo à Mesa (edizione in portoghese per il mercato brasiliano), Saberes Editora, 2012
- Coffee Roots: viaggio alle redici del caffè, Ed. Gribaudo, 2006
- Cucina dal mondo: le ricette, gli chef in cucina, Fabbri Editori, 2006
- La Grande Cucina: Messico, Caraibi, America del Sud, Fabbri Editori, 2005
- La Grande Cucina: Nord Africa e Medio Oriente, Fabbri Editori, 2005
- La Grande Cucina: Oriente, Fabbri Editori, 2005
- Mangiare-Amare-Viet Nam: note, divagazioni e ricette dal Paese della terra e delle acque, Ed. Neos, 2005
- Mercados del Mediterraneo, IEMED y Lunwerg Editores, 2004 Barcelona
- Guida alle Cucine del Mondo: i 100 migliori ristoranti, Editoriale Domus, 2003
- Le Cucine del Mondo, per mangiare etnico a Torino e dintorni, La Stampa, 2002
- Le Cucine del Mondo, Edizioni Sonda, 1998
- Bevande dal Mondo, Edizioni Sonda, 1998
- Cucine Africane, Edizioni Sonda, 1998
- Torino, guida alla città multietnica, Edizioni Sonda, 1998
- Ratatuia: un mare di uomini, migrazioni e pietanze, Edizioni Lindau, 1997